# Миколаївка (Баштанський район)
Микола́ївка (в минулому — Миколаївка Друга) — село в Україні, у Казанківській селищній громаді Баштанського району Миколаївської області. Населення становить 1264 особи.

## Географія
На північно-західній околиці села бере початок Балка Тернівка.

## Історія
Станом на 1886 рік у селі Миколаївка Друга мешкало 2632 особи, налічувалось 498 дворів, існували православна церква, школа, 5 лавок.

## Населення

### Мова
Розподіл населення за рідною мовою за даними перепису 2001 року:
| Мова            | Відсоток |
| --------------- | -------- |
| українська      | 94,70%   |
| російська       | 5,06%    |
| інші/не вказали | 0,24%    |

## Постаті
Горбань Андрій Вікторович (1993—2014) — молодший сержант Збройних сил України, учасник російсько-української війни. Народний Герой України.